# 翔べ! ガンダム
「翔べ! ガンダム」（とべ ガンダム）は、池田鴻のシングル。1979年4月21日にキングレコードから発売され、2006年10月25日に初めてシングルCD化された。池田がテレビアニメ『機動戦士ガンダム』のオープニングテーマ及びエンディングテーマとして歌唱した楽曲「翔べ! ガンダム」と「永遠にアムロ」を収録したシングルである。
2000年のPS2用ゲーム『機動戦士ガンダム』のデモムービーや2001年の同じくPS2用ゲーム『機動戦士ガンダム 連邦vsジオンDX』のCMソングとしても使用されている。
2009年には麻倉あきら、鮎川麻弥、鵜島仁文、川添智久、TSUKASA、長友仍世、MIQ、森口博子、米倉千尋がガンダム生誕30周年記念CDとして本作をカバーした。
本稿では便宜上、B面曲「永遠にアムロ」についても併述する。こちらのほうは振り向くという動作と過去の回想が渾然一体となり、男は振り向いて泣き顔を見せてはならないし、明日へ進まなければならないという箴言（泣いているかどうかまでは歌詞からは判別できない）。

## 収録曲
（全作詞：井荻麟、作曲：渡辺岳夫、編曲：松山祐士）
1. 翔べ! ガンダム
  - テレビアニメ『機動戦士ガンダム』オープニングテーマ
2. 永遠にアムロ
  - テレビアニメ『機動戦士ガンダム』エンディングテーマ

シングルCDには3曲目と4曲目にそれぞれのカラオケバージョンが収録されている。

## 2009「翔べ!ガンダム」&「永遠にアムロ」
『2009「翔べ!ガンダム」&「永遠にアムロ」』（にせんきゅう とべ!ガンダム アンド えいえんにアムロ）は、2009年にFlyingDogから発売された企画シングル。

### 概要
第1作『機動戦士ガンダム』の主題歌をリメイクしたもの。歌唱者は全員がガンダムシリーズ主題歌の経験者である。
7月24日 - 7月26日にポートメッセなごやで開催された「生誕30周年祭 in NAGOYA ガンダム THE FIRST 〜未来創造の世紀へ〜」の会場で限定盤を発売後、カラオケを追加したものが10月21日に一般販売された。尚限定盤と通常盤はジャケットのデザインが異なる。

### 収録曲

#### 限定盤
1. 翔べ!ガンダム [2:51]
2. 永遠にアムロ [3:21]

#### 通常盤
1. 翔べ!ガンダム
2. 永遠にアムロ
3. 翔べ!ガンダム（オリジナルカラオケ）
4. 永遠にアムロ（オリジナルカラオケ）

### スタッフ
- サウンドプロデュース：川添智久、鵜島仁文
- ミュージシャン
  - ドラムス：アーミン・武士・リンツビヒラ
  - ベース：川添智久
  - ギター：鵜島仁文
  - ピアノ、キーボード：高山和芽
- 録音、ミックス：アレン・アイザックス
- アーティスト&ミュージシャン・コーディネート：コーモランツアイランドレコーズ、B.Y.S studio

## 翔べ! ガンダム 2017
2017年に東京・お台場『ダイバーシティ東京 プラザ』WALL-Gで上映の映像作品。OP楽曲に合わせガンダムを3DCGにし、1番は当時の映像をリライトした構成に、2番は各名シーンを再構成し更に後半はユニコーンガンダムも登場する。CGアニメーションは武右ェ門。

## アニメ以外への起用
- 2017年、LIFULLのコマーシャルソングとして「翔べ! ガンダム」が使用された。歌手はUA[5]。

## その他のカバー

### 『翔べ! ガンダム』
1980年
- 石岡ひろし、フォーリーズ - CBS・ソニー（ソニー・ミュージックレコーズ）版カバー。編曲：渡辺博史。『よいこにおくる テレビ主題歌ヒット・ソング』（20AH-1290、1980年）などに収録。
- 藤井健、クレープ - ビクターレコード（ビクターエンタテインメント）版カバー。編曲：筒井広志。『最新アニメ主題歌ベスト20 ニルスのふしぎな旅 オタスケマンの歌』（JBX-229、1980年）などに収録。CDでは1999年発売の『懐かしのテレビアニメ主題歌大全集』に収録されている。作詞者が「日本サンライズ企画室」とクレジットされている。

1982年
- 水木一郎、ザ・チャープス - コロムビアレコード（日本コロムビア）版カバー。編曲：吉村浩二。『テレビまんがヒーロー大集合!!』（CZ-7195、1982年）などに収録。CDでは1999年発売のCD-BOX『熱風外伝 ― Romantic Master Pieces』に収録されている。

1983年
- ジ・アニメルズ - シングル「アニメドレー 臨時増刊号」。メドレー曲「ときめきアニメ コレクション1983」の内の1曲でカバー。

1985年
- たいらいさお - 武道館で開催された『第7回アニメグランプリ』のライブにてカバー。

1999年
- 池田貴族 - オムニバスアルバム『サイケガンダム～逆襲のフォウ』でカバー。

2001年
- ミッキー・マサシ - アーケードゲーム『pop’n music 6』でカバー。アルバム『pop'n music 6 original soundtrack』に収録されている。

2006年
- リッチー・コッツェン - カバーアルバム『哀 戦士・Z×R』で英語でカバーされている。

2007年
- ささきいさお - 『第9回・BS永遠のアニメ主題歌大全集』でカバー。

2008年
- カバーソング・ドールズ - カバーアルバム『COVER SONG DOLLS 3 -カバドル・アニソン-』でカバー。音楽配信のみ。

2009年
- アンドリューW.K. - カバーアルバム『ガンダム・ロック』で英語でカバーされている。
- 腹八分 - カバーアルバム『腹八分目のアニソンact 3』でカバー。
- ケロロ小隊-初のアニメキャラカバー。ガンダム30周年を記念して『ペコポン侵略ソング、大集合であります！』に特別収録された。

2010年
- Dizzi Mystica feat.TAKANORI - オムニバスアルバム『EXIT TRANCE PRESENTS R25 SPEEDアニメトランスBEST 5』でカバー。

### 『永遠にアムロ』
1980年
- 戸田恵子 - シングル『いまはおやすみ』でカバー。2006年に初シングルCD化。CD版にはカラオケも収録されている。

1999年
- 池田貴族 - オムニバスアルバム『サイケガンダム～逆襲のフォウ』でカバー。

2009年
- アンドリューW.K. - カバーアルバム『ガンダム・ロック』で英語でカバーされている。

2010年
- DJ Kyon-C feat.TAKANORI+MAKI - オムニバスアルバム『EXIT TRANCE PRESENTS R25 SPEEDアニメトランスBEST 5』でカバー。